# Большой кусок луга
«Большой кусок луга» — рисунок Альбрехта Дюрера (1503). Наряду с «Зайцем» самая знаменитая штудия Дюрера. Акварель хранится в венской галерее Альбертина.

## Композиция
Дата создания — 1503 год надписана едва различимо у нижнего края изображения справа. На первый взгляд в акварели представлена не часть естественного луга. Точка зрения расположена очень низко, поэтому рисунок не мог быть создан на природе (настоящем лугу). Вероятно, штудия появилась в мастерской; возможно, травы изучались художником отдельно и отдельно изображались. Центр композиции не совпадает с геометрическим центром рисунка. Взгляд зрителя следует за светлыми, пластичными листьями растений справа налево. Болотистый грунт передан широкими мазками кисти тёмной краской. Нижнюю часть композиции уравновешивают тонкие стебли трав, устремлённые вверх. Отдельные травы показаны полностью с обнажёнными корнями. Мотив открытых корней появляется и в других произведениях Дюрера, например, «Рыцарь, смерть и дьявол» (1513). Хаотичное расположение трав в сочетании с внимательным воспроизведением в деталях каждого отдельного растения придаёт картине большую реалистичность, белый фон организует и упорядочивает композицию. 
На акварели изображены ежа, подорожник, вероника, тысячелистник, маргаритка и одуванчик.
Гуманист Конрад Цельтис сравнивал работы Дюрера с литературными работами средневекового философа и учёного Альберта Великого. Как и Альберт, Дюрер положил в основу своего творчества наблюдение природы. Эта штудия, высоко оценённая позднее историками искусства за реализм, не была самоцелью для Дюрера; подобные рисунки художник создавал, оттачивая мастерство, и использовал позднее, неоднократно включая в свои произведения. Реплики «Большого куска луга» можно видеть и в его картинах, и в его гравюрах, таких, например, как «Адам и Ева» (1504).